# Karlheinz Bräuer
Karlheinz Bräuer (* 20. Oktober 1924 in Breslau; † 9. Dezember 2007 in Lohmar) war ein nordrhein-westfälischer Politiker und Mitglied der SPD.

## Ausbildung
Karlheinz Bräuer machte 1942 sein Notabitur und wurde daraufhin eingezogen. Während der sowjetischen Kriegsgefangenschaft verlor er vier Finger seiner rechten Hand durch Erfrierungen. In den Jahren 1948 bis 1953 war er Werkmeister in einem Textilbetrieb. 1953 bis 1955 besuchte er die Hochschule für Wirtschaft und Politik in Hamburg. Im Jahr 1955 wurde er Diplom-Betriebswirt.

## Gewerkschaft
Seit 1949 war Karlheinz Bräuer Mitglied der Industriegewerkschaft Metall. Von 1956 bis 1967 war Bräuer Bezirkssekretär der Industriegewerkschaft Metall, 1967 bis Januar 1989 Bezirksleiter der Industriegewerkschaft Metall im Bezirk Köln. Er war Mitglied des DGB-Landesbezirksvorstandes seit 1968.

## Partei
Seit 1955 war Bräuer Mitglied der SPD Lohmar. In den Jahren 1973 bis 1979 war er Ortsvereinsvorsitzender. 1956 bis 1975 war er Vorsitzender des Gewerkschaftsausschusses des SPD-Bezirks Mittelrhein.

## Arbeitsgemeinschaft für Arbeit
In den Jahren 1975 bis 1979 war Bräuer stellvertretender Bezirksvorsitzender der Arbeitsgemeinschaft für Arbeit (AfA) im Bezirk Mittelrhein, von 1979 bis 1983 Bezirksvorsitzender. Seit 1977 war er Mitglied des Landesvorstandes der AfA Nordrhein-Westfalen, seit 1983 Vorsitzender.

## Mandat
Karlheinz Bräuer war Mitglied des Landtages Nordrhein-Westfalen vom 28. Mai 1975 bis 30. Mai 1990 und sozialpolitischer Sprecher der SPD-Fraktion. Bereits vor seiner Mitgliedschaft hatte ihn der Landtag zum Mitglied der fünften Bundesversammlung gewählt, die Gustav Heinemann zum Bundespräsidenten wählte.
Direkt gewählt wurde Karlheinz Bräuer
- in der 8. Wahlperiode im Wahlkreis 016 Köln-Stadt III
- in der 9. Wahlperiode im Wahlkreis 017 Köln V
- in der 10. Wahlperiode im Wahlkreis 017 Köln V

## Privatleben
Karlheinz Bräuer war verwitwet – seine Frau Melitta starb im Jahr 2006 – und hatte zwei Kinder. Am 9. Dezember 2007 wurde Bräuer tot in seiner Wohnung in Lohmar-Inger aufgefunden.